# Saint-Arnac
Saint-Arnac település Franciaországban, Pyrénées-Orientales megyében. Lakosainak száma 101 fő (2022. január 1.). Saint-Arnac Lesquerde, Lansac, Caramany, Ansignan és Saint-Martin-de-Fenouillet községekkel határos.

## Népesség
A település népessége az elmúlt években az alábbi módon változott:
| Lakosok száma | 122  | 122  | 119  | 115  | 112  | 111  | 109  | 104  | 101  |
|               | 2013 | 2015 | 2016 | 2017 | 2018 | 2019 | 2020 | 2021 | 2022 |